# Arturo Aiello
Arturo Aiello (Vico Equense, 14 maggio 1955) è un vescovo cattolico italiano, dal 6 maggio 2017 14º vescovo di Avellino.

## Biografia
Nasce a Seiano, frazione di Vico Equense, in provincia di Napoli e allora nell'arcidiocesi di Sorrento, il 14 maggio 1955.

### Formazione e ministero sacerdotale
Dopo la maturità classica, frequenta i corsi di filosofia e di teologia presso la Pontificia facoltà teologica dell'Italia meridionale di Napoli, sezione "San Luigi", conseguendo il baccalaureato nel 1979. Si laurea, inoltre, in sociologia presso Università degli Studi di Napoli Federico II.
Il 7 luglio 1979 è ordinato presbitero da Antonio Zama, arcivescovo di Sorrento e vescovo di Castellammare di Stabia.
Dal 1992 e fino alla nomina episcopale è parroco della basilica di San Michele Arcangelo a Piano di Sorrento, dove promuove la realizzazione di un centro parrocchiale.
Riceve numerosi incarichi diocesani, tra cui quello di vicario episcopale per la liturgia e i ministeri, delegato vescovile per il clero e poi per gli istituti di vita consacrata, padre spirituale nel seminario maggiore diocesano di Vico Equense.

### Ministero episcopale

#### Vescovo di Teano-Calvi
Il 13 maggio 2006 papa Benedetto XVI lo nomina vescovo di Teano-Calvi; succede a Francesco Tommasiello, deceduto il 25 ottobre 2005. Il 30 giugno successivo riceve l'ordinazione episcopale, nel campo sportivo di Piano di Sorrento, dal cardinale Giovanni Battista Re, prefetto della Congregazione per i vescovi, co-consacranti il cardinale Michele Giordano, arcivescovo emerito di Napoli e Felice Cece, arcivescovo di Sorrento-Castellammare di Stabia. Il 15 luglio prende possesso canonico della diocesi.
Dal 2008 guida nel salone dell'episcopio di Teano una serie di incontri In punta di piedi per "adulti e non, che hanno voglia di ritrovarsi e ripensarsi".
Dal 2009 si fa promotore in diocesi dei Teatri dell'anima, una "rassegna di spettacoli teatrali che in modo esplicito o latente agitano problemi del mondo spirituale".

#### Vescovo di Avellino
Il 6 maggio 2017 viene nominato vescovo di Avellino da papa Francesco; succede a Francesco Marino, precedentemente nominato vescovo di Nola. Il 30 giugno prende possesso della diocesi.
Lo stesso giorno è nominato amministratore apostolico di Teano-Calvi; ricopre l'incarico fino al giorno dell'ingresso del nuovo vescovo Giacomo Cirulli, avvenuto il 27 dicembre successivo.
È delegato per il clero della Conferenza episcopale campana.

## Genealogia episcopale
La genealogia episcopale è:
- Cardinale Scipione Rebiba
- Cardinale Giulio Antonio Santori
- Cardinale Girolamo Bernerio, O.P.
- Arcivescovo Galeazzo Sanvitale
- Cardinale Ludovico Ludovisi
- Cardinale Luigi Caetani
- Cardinale Ulderico Carpegna
- Cardinale Paluzzo Paluzzi Altieri degli Albertoni
- Papa Benedetto XIII
- Papa Benedetto XIV
- Papa Clemente XIII
- Cardinale Enrico Benedetto Stuart
- Papa Leone XII
- Cardinale Chiarissimo Falconieri Mellini
- Cardinale Camillo Di Pietro
- Cardinale Mieczysław Halka Ledóchowski
- Cardinale Jan Maurycy Paweł Puzyna de Kosielsko
- Arcivescovo Józef Bilczewski
- Arcivescovo Bolesław Twardowski
- Arcivescovo Eugeniusz Baziak
- Papa Giovanni Paolo II
- Cardinale Giovanni Battista Re
- Vescovo Arturo Aiello